# Máel Cothaid mac Fogartaig
Máel Cothaid mac Fogartaig (floruit.818) est potentiellement un roi de roi de Connacht du début du IXe siècle issu des Uí Briúin une branche des Connachta.

## Origine
Máel Cothaid est le petit-fils de Cathal mac Muiredaig Muillethan(mort en 735), un précédent souverain et le neveu de Dub-Indrecht mac Cathail(mort en 768) et d'Artgal mac Cathail (mort en 791). Il appartient au sept Síl Cathail des Ui Briun. Son père Fogartach mac Cathail est vaincu lors d'un conflit interne aux Connachta en 789 à Druim Góise during à une époque où la dévolution du trône de Connacht est contestée,.

## Contexte
Les Listes de Rois dont celle du Livre de Leinster ne le mentionne pas comme roi et il n'y a pas de référence à lui comme roi dans les annales. La seule fois où les annales l'évoquent c'est en association avec Diarmait mac Tommaltaig(mort en 833), comme chefs des Uí Briúin, qui défont les Uí Maine lors de la bataille de Foráth dans le territoire de Delbna Nuadat entre le Suck et le Shannon en 818. Le roi des Uí Maine, Cathal mac Murchadh, est alors tué. Son fils Mugron mac Máele Cothaid (mort en 872) sera le dernier roi de Conncht issu du Sil Cathail.

## Sources
- (en) Francis John Byrne, Irish Kings and High-Kings, Londres, Batsford, 1973 (ISBN 0-7134-5882-8)
- (en) T.W Moody, F.X. Martin, F.J. Byrne A New History of Ireland IX Maps, Genealogies, Lists. A companion to Irish History part II . Oxford University Press réédition 2011  (ISBN 9780199593064) Kings of Connacht to 1224 p. 138.